# Canal M'Clintock
El canal M'Clintock (en inglés: M'Clintock Channel; también McClintock Channel) se encuentra en el territorio de Nunavut, Canadá. El canal, un brazo del océano Glacial Ártico, separa la isla Victoria de la isla del Príncipe de Gales. Este canal recibe su nombre de sir Francis Leopold McClintock, un explorador irlandés en la Royal Navy británica, famoso por sus exploraciones árticas canadienses. El canal tiene 274 km de largo, y de 105 a 209 km de ancho, haciendo de él uno de los canales más largos del archipiélago ártico canadiense.
- Datos: Q36845